# 사역마

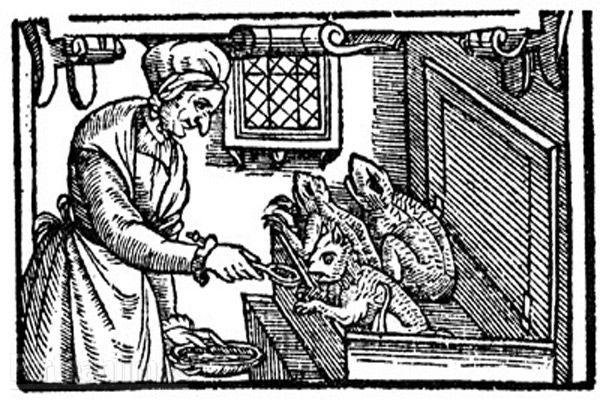
사역마에게 먹이를 주는 마녀를 묘사한 16세기 후반 영국 삽화

유럽의 중세 및 근세 민간전승에서 사역마(使役魔)는 초자연적 존재, 차원 간 존재 또는 영적 수호자로 여겨졌으며, 마녀와 주술사들의 마법, 점술, 영적 통찰력 수행을 보호하거나 돕는 것으로 믿어졌다. 영어 표현은 퍼밀리어(familiar)로 엄밀히 말하여 퍼밀리어 스피릿(사역령, familiar spirits)이라고 하는데, 퍼밀리어라는 말은 단순히 "친한 친구"나 동반자를 의미하기도 했다(예: 개의 학명 카니스 파밀리아리스). 당시의 기록에 따르면, 사역마와 접촉했다고 주장하는 사람들은 이들이 다양한 형태로 나타날 수 있다고 말했다. 주로 동물의 모습이었지만, 때로는 인간이나 인간형 모습으로 나타나기도 했다. 이들은 "명확하게 정의된, 입체적인... 형태로, 생생한 색채와 움직임, 소리를 지닌" 모습으로 묘사되었는데, 이는 "흐릿하고 불분명한 형태"의 유령과는 대조적이었다.
마녀를 섬길 때는 흔히 악의적인 존재로 여겨졌지만, 주술사를 위해 일할 때는 대체로 자비로운 존재로 여겨졌다(물론 두 경우 모두 어느 정도 모호성이 있었다). 전자는 주로 악령으로 분류되었고, 후자는 더 흔히 요정으로 생각되고 묘사되었다. 사역마의 주된 목적은 마녀를 섬기는 것이었으며, 마녀가 새로운 힘을 얻게 될 때 그를 보호하는 역할을 했다.
20세기 이후 일부 주술 수행자들, 특히 신이교도 종교인 위카교의 신봉자들은 사역마의 개념을 사용한다. 이는 사역마가 오래된 형태의 마법과 연관되어 있기 때문이다. 이러한 현대의 수행자들은 반려동물이나 야생동물을 사용하거나, 보이지 않는 형태의 사역마가 마법의 조력자 역할을 한다고 믿는다.

## 정의

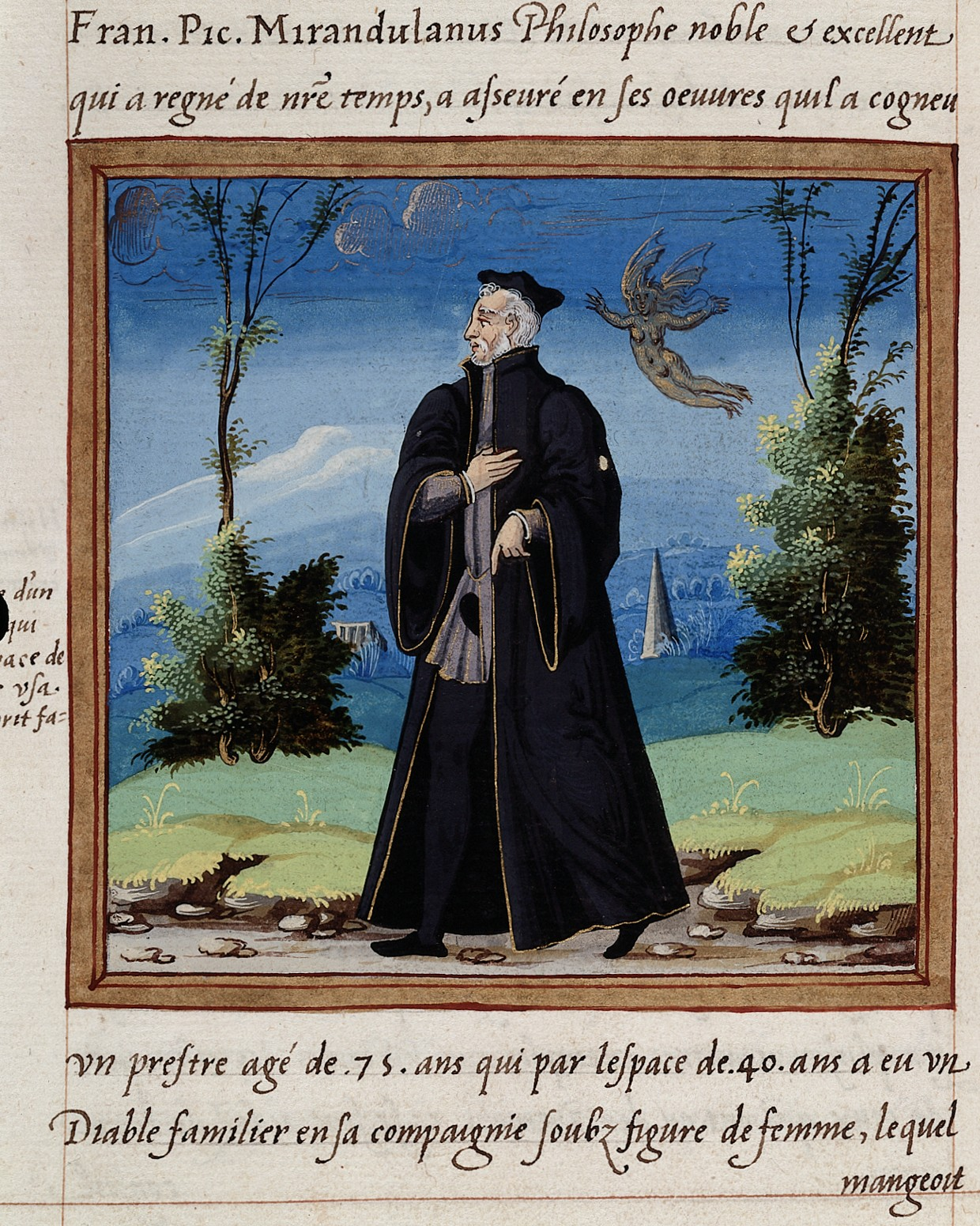
피에르 보아스투아가 쓴 《괴이한 이야기들》(Histoires Prodigieuses)에 실린 "40년 동안 사역마를 부린 사제"의 이야기를 묘사한 삽화. 이 책은 엘리자베스 1세의 소장본이다.

피에르 A. 리파르는 다음과 같은 정의와 인용문을 제시했다.
사역마는 (분신, 도플갱어, 개인의 악마, 개인의 토템, 영적 동반자) 한 개인의 분신이자 또 다른 자아이다. 이는 해당 개인과 외모가 비슷하지 않다. 독립적인 생명을 가질 수 있지만, 그 개인과 밀접하게 연결되어 있다. 사역마는 동물(동물 동반자)의 형태를 취할 수 있다.
프랑스의 시인 샤를 보들레르는 고양이를 좋아했으며, 사역마의 존재를 믿었다.
그것은 그곳의 친숙한 정령이다.
그 제국의 모든 것을 판단하고, 주재하고, 영감을 준다. 그것은 아마도 요정이거나 신일까? 내 눈이 자석처럼 끌려

내가 사랑하는 이 고양이에게로...
A. P. 엘킨은 호주 원주민들 사이에서 사역마에 대한 믿음을 연구했다.
일반적인 방법 또는 설명은 주술사가 자신의 사역마(보조 토템, 영혼-개, 영혼-아이 등 어떤 형태든)를 보내 정보를 수집한다는 것이다. 이 과정에서 주술사 자신은 수용적 상태, 즉 수면이나 황홀경에 빠진다. 현대적 표현[강신술]으로 말하자면, 그의 사역마는 조종령[지배령]이 될 것이다.
미르체아 엘리아데:
골디[시베리아의 나나이족] 사람들은 주술사를 선택하는 수호령(아야미)과 그에 종속되어 아야미 자체에 의해 주술사에게 부여되는 조력령(시벤)을 명확히 구분한다. 슈테른베르크에 따르면 골디 사람들은 주술사와 그의 아야미 사이의 관계를 복잡한 성적 감정으로 설명한다. 다음은 한 골디 주술사의 보고이다. "한번은 내가 병석에 누워 자고 있을 때 한 영이 나에게 다가왔다. 그것은 매우 아름다운 여인이었다. 그 모습은 매우 가냘펐고, 키는 반 아르신(71cm)밖에 되지 않았다. 얼굴과 차림새는 우리 골디 여인들과 똑같았다... 그녀가 말했다. '나는 당신 조상들, 주술사들의 아야미이다. 내가 그들에게 주술을 가르쳤다. 이제 나는 당신을 가르칠 것이다... 나는 당신을 사랑한다. 나에게는 지금 남편이 없다. 당신이 내 남편이 될 것이고 나는 당신의 아내가 될 것이다. 나는 당신에게 조력령들을 줄 것이다. 당신은 그들의 도움으로 치유할 것이고, 나 자신이 당신을 가르치고 도울 것이다...' 때로 그녀는 노파의 모습으로 오고, 때로는 늑대의 모습으로 와서 보기에 무섭다. 때로는 날개 달린 호랑이로 온다... 그녀는 나에게 세 명의 조력자를 주었다 - 자르가(표범), 둔토(곰), 그리고 암바(호랑이)이다. 그들은 내 꿈에 나타나고, 내가 주술을 행할 때 부를 때마다 나타난다. 그들 중 하나가 오기를 거부하면, 아야미가 그들을 복종하게 만든다. 하지만 그들 말로는 아야미에게조차 복종하지 않는 것들도 있다고 한다. 내가 주술을 행할 때, 아야미와 조력령들이 나를 빙의한다. 크든 작든 그들은 연기나 증기처럼 나에게 침투한다. 아야미가 내 안에 있을 때, 그녀가 내 입을 통해 말하고 모든 것을 스스로 행한다."

## 설명
마녀와 주술사로 고발된 이들 중 자신의 사역마에 대해 묘사한 사람들의 진술에는 일반적으로 몇 가지 공통된 특징이 있었다. 역사학자 에마 윌비는 이러한 사역마에 대한 설명이 초자연적 존재를 다루고 있음에도 불구하고 그 "평범함"과 "자연스러움"이 두드러진다고 지적했다.
사역마는 대개 고양이, 쥐, 개, 페럿, 새, 개구리, 두꺼비, 토끼와 같은 작은 동물이었다. 말벌과 나비의 사례도 있었고, 돼지, 양, 말의 경우도 있었다. 사역마들은 보통 양모를 깔아놓은 항아리나 바구니에서 지냈으며, 우유, 빵, 고기, 피 등 다양한 것들이 먹이로 주어졌다.
사역마들은 대개 이름이 있었고 "흔히 소박하고 애정 어린 별명으로 불렸다." 이의 한 예로 주술사이자 마녀로 고발된 베시 던롭의 사역마인 톰 리드가 있었다. 다른 예로는 17세기 헌팅던셔의 마녀 제인 월리스의 사역마인 그리젤과 그리디굿이 있었다.
아가티온은 인간이나 동물의 형태로 나타나거나 주구, 병, 마법의 반지 안에 존재하는 사역마가다. 정오에 가장 강력한 힘을 발휘한다.

## 술자와의 관계

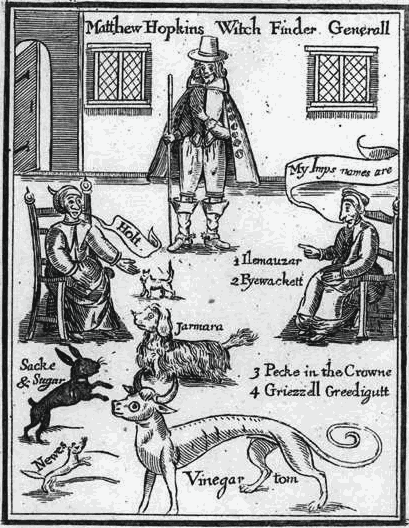
마녀사냥꾼 매슈 홉킨스의 《마녀의 발견》(1647년) 서두에 실린 삽화로, 마녀들이 자신의 사역마를 식별하는 모습을 보여준다.

근대 초기 영국의 위치크래프트와 마법의 역할에 대한 연구를 바탕으로, 역사학자 에마 윌비는 이 시기 마녀와 주술사들이 사역마와 맺었다고 전해지는 관계를 조사했다.

### 만남
적어도 근대 초기 영국의 기록에 따르면, 마녀나 주술사가 처음 사역마를 만나는 방식에는 세 가지 주요 유형의 조우 서사가 있었다. 첫 번째는 영이 집이나 야외에서 일상적인 활동을 하고 있는 개인 앞에 갑자기 나타나는 경우였다. 당시의 자료에는 이에 대한 다양한 예시가 있다. 예를 들어, 잉글랜드 에식스 출신의 조안 프렌티스는 1589년 위치크래프트 혐의로 심문을 받을 때 "방에 혼자 있었고, 잠자리에 들 준비를 하며 낮은 의자에 앉아 있었을 때" 처음 사역마를 만났다고 진술했다. 또한 콘월의 주술사 앤 제프리스는 1645년에 "정원의 나무 그늘 아래서 뜨개질을 하고 있을 때" 처음 사역마를 만났다고 말했다.
영국의 마술 행사자들에게 사역마가 나타나는 두 번째 일반적인 방식은 기존의 개인, 때로는 가족 구성원이나 더 강력한 영으로부터 받는 경우였다. 예를 들어, 1667년 리버풀의 마녀 혐의자 마가렛 레이는 어머니가 돌아가실 때 사역마를 물려받았다고 주장했다. 또한 1618년 레스터셔의 주술사 조안 윌리모트는 그녀가 "주인"이라고만 부르는 신비한 인물이 "입을 벌리라고 했고, 그가 요정을 불어넣어 주겠다고 했다. 그리고 그녀가 입을 벌리자 불어넣은 직후 그녀의 입에서 영이 나와 땅 위에 여자의 모습으로 서 있었다"고 말했다.
여러 기록에 따르면, 주술사나 마녀는 사역마가 나타나기 전에 어려움을 겪고 있었고, 사역마는 그들을 돕겠다고 제안했다. 역사학자 엠마 윌비가 지적했듯이, "그들의 문제는... 주로 육체적 생존을 위한 투쟁에 근거했다 - 음식이나 돈의 부족, 사별, 질병, 생계 수단의 상실 등"이었고, 사역마는 그들에게 마법의 힘을 부여함으로써 이러한 상황에서 벗어날 수 있는 방법을 제공했다.

### 사역
어떤 경우에는 마술 행사자가 사역마와 협약을 맺거나 계약을 체결했다. 마녀나 주술사가 사역마와 함께 일한 기간은 몇 주에서 수십 년까지 다양했다. 대부분의 경우, 마술 행사자는 도움이 필요할 때 사역마를 소환했지만, 이를 위한 방법은 매우 다양했다. 1589년 에섹스의 마녀 조안 커니는 사역마가 나타나게 하려면 원 안에서 무릎을 꿇고 사탄에게 기도해야 한다고 주장했다. 1653년 윌트셔의 주술사 앤 보덴햄은 책에서 배운 방법으로 사역마를 소환했다고 설명했다. 드문 경우지만, 사역마가 원하지 않을 때 불려지지 않았는데도 나타났다는 기록도 있다. 예를 들어, 1646년 헌팅던셔의 마녀 엘리자베스 챈들러는 벨제붑과 트룰리붑이라는 이름의 두 사역마가 언제 나타날지 통제할 수 없어서 신에게 "그들로부터 구해달라"고 기도했다고 말했다. 또한 사역마들이 "질병을 진단하고 저주의 원인을 찾아내는 데 도움을 주었으며, 점을 치거나 잃어버린 물건과 보물을 찾는 데 사용되었다"고 믿어졌다. 마술사들은 의식을 통해 그들을 소환한 다음, 병이나 반지, 돌 안에 가두었다. 때로는 이를 부적으로 팔기도 했는데, 도박, 사랑, 사업 등 고객이 원하는 것에 성공을 보장할 것이라고 주장했다. 이러한 종류의 사역마는 기술적으로 불법이 아니었다. 영국의 1603년 마술법은 오직 "사악하고 악의적인 영"만을 금지했다.

### 유형
사역마는 서유럽 신화에서 가장 흔하게 나타나며, 일부 학자들은 사역마가 영국과 프랑스의 전통에만 존재한다고 주장한다. 이 지역에서는 다음 세 가지 유형의 사역마가 존재한다고 여겨진다.
- 인간과 유사한 형태로 나타나는 사역마, 서유럽 전역에 존재
- 동물의 형태로 나타나는 예언의 영, 영국과 프랑스에 존재
- 동물의 형태로 나타나는 악의적인 영, 그리스에만 존재

### 루퍼트 공자의 개

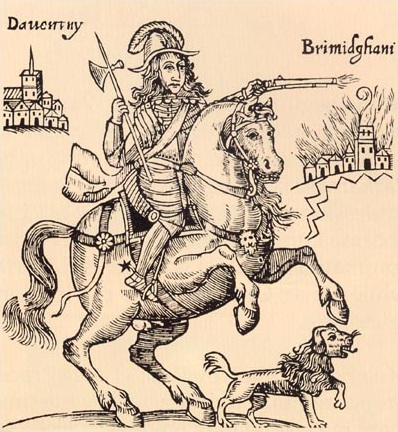
1643년 "루퍼트 공자의 잔혹한 행위"라는 제목의 팸플릿에 묘사된 루퍼트 공자와 그의 "사역마" 개

잉글랜드 내전 당시, 왕당파 장군이었던 루퍼트 공자는 '보이'라는 이름의 큰 푸들을 전투에 데리고 다니는 습관이 있었다. 전쟁 내내 이 개는 의회파 군대 사이에서 크게 두려움의 대상이 되었으며, 초자연적인 능력을 지녔다고 여겨졌다. 모건이 지적했듯이, 이 개는 일종의 사역마로 간주되었던 것으로 보인다. 전쟁이 끝날 무렵, 이 개는 총에 맞아 죽었는데, 전해지는 바에 따르면 은탄환으로 쏘아 죽였다고 한다.

## 마녀재판
사역마에 대한 대부분의 자료는 16세기와 17세기에 진행된 잉글랜드와 스코틀랜드의 마녀재판 기록에서 비롯되었다. 마녀를 재판한 법정 체계는 에식스로 알려져 있었다. 1590년 스코틀랜드 이스트로디언의 네더 키스 출신 아그네스 샘슨에 대한 에섹스 재판에서는 점술용 사역마에 관한 검찰 증언이 제시되었다. 이 사건은 근본적으로 정치적인 것으로, 샘슨을 반역죄로 기소하고 제임스 6세 국왕에 대한 위치크래프트 사용을 비난했다. 검찰은 샘슨이 사역마를 불러 의심스러운 문제를 해결했다고 주장했다. 또 다른 에섹스 재판은 1645년에 있었던 헬렌 클라크의 재판으로, 클라크는 악마가 개 형태의 "사역마"로 나타났다고 진술하도록 강요받았다.
영국의 법정 사례들은 고대의 토착 전통을 실천한 이들에 대한 국가의 위치크래프트 혐의와 동물이나 영의 형태를 한 사역마 사이의 강한 연관성을 보여준다.
일부 사례에서는 사역마가 어머니의 애정에서 자녀를 대체하기도 했다. (위치크래프트와 아동에 대한 내용 참조)
식민지 시대 미국에서는 1692년 매사추세츠 주 세일럼에서 일어난 마녀사냥에서 동물 사역마를 볼 수 있다. 사역마는 종종 고통받는 소녀들의 환영에 나타났다. "사역마를 소유하거나 상담하는 자"를 마녀로 정의한 1648년 법률이 10년 전에 중단되었음에도 불구하고, 사역마와의 연관성은 세일럼 재판에서 의심되는 마녀를 유죄로 판결하는 증거로 사용되었다. 사라 굿은 그녀의 손가락 사이에서 빨아먹는 노란 새를 가지고 있다고 알려졌다. 특히 앤 퍼트넘은 자주 고통 중에 노란 새를 보았다고 한다. 티투바는 아이들을 해치라고 촉구하는 이상한 동물들을 보았다고 하는데, 여기에는 돼지, 검은 개, 붉은 고양이, 검은 고양이 등이 있었다. "세일럼 마녀 재판 동안 동물 사역마의 실천에 대한 기록은 거의 없지만, 한 남자가 마법적 수단을 통해 개를 공격하도록 부추긴 혐의로 기소되었다. 흥미롭게도 그 개는 재판을 받고 유죄 판결을 받아 교수형에 처해졌다."
마녀의 표식은 사역마에 성적인 요소를 추가했으며, 종종 재판 기록에서 의심되는 마녀를 유죄로 판결하는 방법으로 사용되었다. 이 표식은 대개 신체 어딘가에서 발견되는 추가적인 젖꼭지였으며, 사역마에게 젖을 먹이는 데 사용된다고 의심되었다. 1692년 세일럼 마녀재판에서 그 예를 찾아 볼 수 있다. 예를 들어, 앤 퍼트넘은 마사 코리에게 "당신의 검지와 중지 사이에서 노란 새가 빨아먹고 있는 것이 보인다"고 말했다.

## 유산

에블린 드 모건의 《사랑의 물약》, 1903년: 발치에 검은 고양이 사역마를 둔 마녀

역사학 최근의 사역마에 대한 학문적 연구는 초기의 악마학적 접근법에서는 볼 수 없었던 깊이와 신뢰성을 보여준다. 사역마 연구는 민속학 학술지의 학문적 주제에서 출발하여 인류학, 역사학 및 기타 학문 분야를 아우르는 대중 서적과 학술지의 일반적인 주제로 발전했다. 제임스 샤프는 《위치크래프트 백과사전: 서양의 전통》에서 다음과 같이 말한다. "민속학자들은 19세기에 연구를 시작했고, 사역마가 위치크래프트에 대한 관념에서 중요한 위치를 차지하고 있음을 발견했다."
20세기 초반에는 사역마를 "니겟"이라고 불렀는데, 이는 "마녀들이 온몸에 지니고 다니는 소름 끼치는 생물체들"을 가리킨다.

## 같이 보기
- 검은 고양이
- 게니우스
- 임프 (신화)
- 실로시빈
- 시키가미
- 수호신

## 참고문헌

### 서지
- Davies, Owen (2003). 《Cunning-Folk: Popular Magic in English History》. London: Hambledon Continuum. ISBN 1-85285-297-6.
- Maple, Eric (December 1960). “The Witches of Canewdon”. 《Folklore》 71 (4).
- Thomas, Keith (1973). 《Religion and the Decline of Magic: Studies in Popular Beliefs in Sixteenth and Seventeenth Century England》. London: Penguin.
- Wilby, Emma (2005). 《Cunning Folk and Familiar Spirits: Shamanistic Visionary Traditions in Early Modern British Witchcraft and Magic》. Brighton: Sussex Academic Press. ISBN 1-84519-078-5.
- Norton, Mary Beth (2002). 《In the Devil's Snare》. New York: Vintage Books. ISBN 0375706909.
- Murray, Margaret (1921). 《The Witch-Cult in Western Europe》. London: Oxford University Press. ISBN 9781594623479.
- Briggs, Robin (1996). 《Witches and Neighbors》. New York: Penguin.